# Малая Итатка
Малая Итатка — река в Кемеровской области России, правый приток Итатки. Устье реки находится в 18 км от устья по правому берегу Итатки. Протяжённость реки 21 км Высота устья 222 м..
Притоки — Сорочевка и Черемшанка.
На реке расположен посёлок Итатский.

## Данные водного реестра
По данным государственного водного реестра России относится к Верхнеобскому бассейновому округу, водохозяйственный участок — Чулым от истока до г. Ачинск, речной подбассейн реки — Чулым. Речной бассейн реки — (Верхняя) Обь до впадения Иртыша.
Код водного объекта — 13010400112115200015897.